# Nesogonia blackburni
Nesogonia blackburni is een libellensoort uit de familie van de korenbouten (Libellulidae), onderorde echte libellen (Anisoptera).
De wetenschappelijke naam Nesogonia blackburni is voor het eerst geldig gepubliceerd in 1883 door McLachlan.